# Голенко, Денис Юрьевич
Денис Юрьевич Голенко (бел. Дзяніс Юр’евіч Галенка; род. 13 марта 1996, Красное, Могилёвская область) — белорусский футболист, полузащитник клуба «Бумпром».

## Карьера

### «Гомель»
Футболом начал заниматься в юношеском возрасте в могилёвской СДЮШОР №7. Позже перебрался в структуру «Гомеля». В 2015 году футболист стал выступать за дублирующий состав гомельского клуба. За основную команду дебютировал 11 июля 2015 года в матче против бобруйской «Белшины», выйдя на замену на 70 минуте. Под конец сезона стал чаще подтягиваться к играм с основной командой. В своём дебютном сезоне сыграл в 5 матчах во всех турнирах, результативными действиями не отличившись.

### «Локомотив» Гомель
В марте 2016 года футболист перешёл в гомельский «Локомотив». Дебютировал за клуб 11 апреля 2016 года в матче против «Слонима», также отличившись своим дебютным забитым голом. Футболист сразу же закрепился в основной команде гомельского клуба. В ответной встрече 14 августа 2016 года против «Слонима» отличился забитым дублем. Вместе с клубом занял 4 место в Первой лиге, а сам футболист отличился 4 забитыми голами.
В начале 2017 года футболист продлил контракт с гомельским клубом. Первый матч в сезоне сыграл 8 апреля 2017 года против минского «Луча». Первым в сезоне голом отличился 6 мая 2017 года в матче против «Осиповичей». В матче 24 июня 2017 года против «Барановичей» отличился забитым дублем. На протяжении сезона был одним из ключевых игроков гомельского клуба, по итогу которого снова занял 4 итоговое место чемпионате. Сам футболист отличился 8 забитыми голами во всех турнирах.
В новом сезоне 2018 года футболист продолжил сотрудничество с гомельским клубом. Первый матч в сезоне сыграл 6 апреля 2018 года против «Орши». В следующем матче 14 апреля 2018 года против «Чисти» футболист отличился своим первым в сезоне забитым голом. Футболист продолжал выступать в клубе как один из основных игроков в стартовом составе, отличившись за первую половину сезона 3 забитыми голами.

### «Белшина»
В июле 2018 года футболист перешёл в бобруйскую «Белшину». Дебютировал за клуб 28 июля 2018 года в матче Кубка Беларуси против гродненского «Немана», выйдя в стартовом составе и отличившись затем дебютным забитым голом. Первый матч за клуб в чемпионате сыграл 4 августа 2018 года против пинской «Волны», Где футболист также отличился забитым голом. Футболист быстро закрепился в основной команде клуба, по итогу сезона став бронзовым призёром Первой лиги. За клуб футболист успел отличился 3 забитыми голами.
В начале 2019 года футболист продолжил готовиться к новому сезону с бобруйским клубом. Первый матч сыграл 5 мая 2019 года против гомельского «Локомотива». Однако с самого начала сезона футболист потерял место в основной команде клуба, за первую половину чемпионата появившись на поле лишь в 4 матчах, в которых результативными действиями не отличился. В августе 2019 года футболист покинул бобруйский клуб.

### «Нафтан»
В начале августа 2019 года футболист пополнил ряды новополоцкого «Нафтана». Дебютировал за клуб 4 августа 2019 года в матче Кубка Беларуси против жодинского «Торпедо-БелАЗ», выйдя на поле в стартовом составе. Первый матч за клуб в чемпионате сыграл 31 августа 2019 года против «Крумкачей». Футболист закрепился в основной команде клуба, однако оставался игроком замены, в большинстве матчей выходя на поле в начале второго тайма.
Новый сезон за новополоцкий клуб начал с матча 18 апреля 2020 года против «Гомеля», выйдя на замену на 75 минуте. Первоначально футболист начинал сезона на скамейке запасных, однако с конца мая 2020 года закрепился в основной команде клуба, став одним из ключевых игроков. По окончании сезона вместе с клубом занял 14 место в турнирной таблице. Сам футболист результативными действиями не отличился и вскоре покинул клуб.

### «Бумпром»
В апреле 2021 года футболист присоединился к гомельскому клубу «Бумпром», вместе с которым начал выступать во Второй лиге. В сезоне 2022 года футболист вместе с гомельским клубом дошёл до стадии 1/8 финала чемпионата, по итогу получив приглашение для участия в Первой лиге. В феврале 2023 года футболист продлил контракт с гомельским клубом ещё на сезон. Первый матч за клуб в рамках Первой лиги сыграл 1 апреля 2023 года против «Нивы», выйдя на поле в стартовом составе. Свой первый в сезоне гол забил 14 октября 2023 года в матче против петриковского «Шахтёра». В матче 29 октября 2023 года против «Орши» футболист отличился забитым дублем. В заключительном матче чемпионата 25 ноября 2023 года против «Жодино-Южного» отличился очередным забитым дублем. По итогу сезона футболист отличился 6 забитыми голами и результативной передачей.
В декабре 2023 года футболист продлил контракт с клубом на сезон.

## Международная карьера
В 2012 году футболист получил вызов в юношескую сборную Беларуси по футболу до 17 лет. В 2013 году футболист стал игроком юношеской сборной Беларуси по футболу до 18 лет, за которую провёл 2 спарринга против Латвии.